# Podera

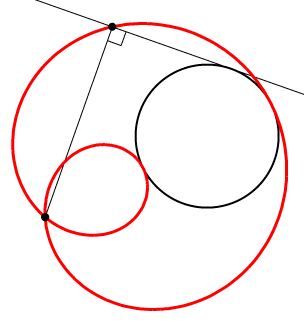
Ślimak Pascala jest poderą okręgu

Podera (krzywa spodkowa) – krzywa utworzona na podstawie jakiejś krzywej {\displaystyle K} oraz punktu {\displaystyle P} (zwanego spodkiem podery).
Jest to miejsce geometryczne takich punktów {\displaystyle Q} leżących na stycznej do krzywej {\displaystyle K,} że odcinek {\displaystyle PQ} jest prostopadły do tej stycznej.
Jeśli krzywa {\displaystyle L} jest poderą krzywej {\displaystyle K,} to {\displaystyle K} jest antypoderą krzywej {\displaystyle L.}